# ゆうゆうサタデー
ゆうゆうサタデーは、KBCラジオで2013年4月1日から2015年9月26日まで毎週土曜日12時から15時を基本として放送していた生ワイド番組である。
番組は「会えるラジオ」を一つのコンセプトに、福岡県を中心にフリーアナウンサー・ローカルタレントとして活動する石井裕二と山田優子がディスクジョッキーを務め、リスナーと放送局をより身近に接する感覚で楽しむことを目指している。

## 主なコーナー
- 「ご飯にします?どちらにします?」　パーソナリティー両名が、各地のお取り寄せグルメを紹介し、リスナーはそれを聞いてどれが好印象だったかをネットやファクスなどで投票してもらい、多数決により今週のリスナープレゼント商品が決まる
- 「イベントウォーカー」　九州・沖縄を中心としたKBCラジオの聴取範囲の地域で行われる週末のイベント情報
- 「特捜!ユウGメン」　リスナーから寄せられた最近の話題などについての疑問を石井が調査・取材する
- 「ウィークリーキーワード」　この1週間の主な動きを振り返り、そこにあるキーワードを見つけ出して、これからの未来を予想する
- 「サタデーミュージック」　毎回テーマに沿ってリクエスト音楽を募集し、選曲する

なお、週末は福岡ソフトバンクホークスのプロ野球中継がデーゲームで行われることが多いため、その場合はダイナミックホークス実況中継放送対象試合の開始時間までの短縮放送の扱いとなる（試合が中止、もしくは当初からナイターである場合はフルバージョンとするが、デーゲーム中止時は「ダイナミックホークス」のスポンサーが協賛に付き、事実上の同番組スタジオバージョンとなる）。